# Mravencojed žíhaný
Mravencojed žíhaný (Myrmecobius fasciatus), známý též jako numbat, je druh vačnatce. Jeho srst je nápadně oranžově hnědá se sedmi, vzácně se šesti bílými pruhy na trupu. Má charakteristický tvar těla a dlouhý, chlupatý ocas.

## Výskyt
Tento v současnosti vzácný druh se vyskytuje již jen v malé oblasti na jihozápadě Austrálie. Žije především v lesích tvořených různými druhy blahovičníků.

## Základní data
Mravencojed žíhaný měří 20 až 28 cm, bez ocasu 16–21 cm. Jeho hmotnost se pohybuje od 275 až 550 g.

## Zajímavosti
Stejným druhům stromů dávají přednost i termiti, kteří staví v dutinách svá hnízda. Potravu mravencojeda proto tvoří termiti a mravenci, které pomocí svého velmi dlouhého, lepkavého jazyka vytahuje z děr. Na rozdíl od většiny vačnatců hledá potravu přes den. Mravencojed je také zajímavý vysokým počtem zubů. Má 52 zubů, což je nejvíce mezi vačnatci.

## Ohrožení
V roce 2016 bylo oznámeno, že populace mravencojeda žíhaného ve volné přírodě klesla pod tisíc jedinců. Pokusem o záchranu druhu bylo vysazení samic s mláďaty odchovaných v zoologických zahradách do chráněné oblasti Mount Gibson Sanctuary.